# Шумопеленгаторная станция
Шумопеленгаторные станции (ШПС) — гидроакустические средства наблюдения, предназначенные для обнаружения подводных объектов, их классификации и определения пеленга (курсового угла) на них и ЭДЦ (элементов движения цели, прежде всего – курса) за счет приема энергии шумового поля, создаваемого объектом непреднамеренно в процессе обычного функционирования.
На антенну ШПС поступают выборки из шумового поля в окружающем пространстве. В одних выборках содержатся только случайные шумы, составляющие естественный акустический фон среды и являющиеся помехой наблюдению, в других — смесь шумов цели (полезного сигнала) и помех.